# Амангельди (Атирауська міська адміністрація)
Амангельди́ (каз. Амангелді) — село у складі Атирауської міської адміністрації Атирауської області Казахстану. Входить до складу Дамбинський сільського округу.
Населення — 1754 особи (2021; 1814 у 2009, 478 у 1999, 322 у 1989).